# کوجو هیساتادا
کوجو هیساتادا (به ژاپنی: 九条 尚忠 Kujō Hisatada); ۵ سپتامبر ۱۷۹۸ – ۵ اکتبر ۱۸۷۱) کانپاکو، کوگه و همچنین سادایجین (وزیر چپ) در زمان امپراتور کومی در اواخر دوره شوگون‌سالاری توکوگاوا در ژاپن بود.